# 中村剛也
中村 剛也（なかむら たけや、1983年8月15日 - ）は、大阪府大東市出身のプロ野球選手（内野手、指名打者）。右投右打。埼玉西武ライオンズ所属。
愛称は「おかわり君（おかわりくん）」「さんぺい（サンペイ）」。妻は元タレントの村上麻里恵。NPB歴代3位の6度の本塁打王獲得経験者、及び歴代最多三振の記録保持者。また、NPB史上初の通算2000三振記録者。

## 経歴

### プロ入り前
出生時の体重が4295 gと大きく生まれ、少年野球チームの監督だった父の影響で5歳から野球を始める。動きは意外に俊敏で、ボールを捉える打撃センスがあり、やがて4番・捕手が定位置となる。小学3年の健康診断で肥満と診断され、母と共に学校から呼び出され、食生活や生活態度を聞かれたが、「みんなが喜ぶのは、ボールを遠くへ飛ばすこと。それには絶対に体重が必要。痩せたらアカン」「ホームランバッターになれ」と口癖のように言った父は、一度も体型を変えさせようとはしなかった。
小学1年の時に捕手として地元の軟式野球チーム・寺川ブラックスに加入。大東市立四条中学校時代は大東畷ボーイズに所属。大阪桐蔭高校（同期は岩田稔）に進学後は内野手に転向し、2年生の春より強打の4番打者として活躍。進学した理由は自宅から高校まで徒歩5分という立地条件であったという。3年夏は大阪府予選6本塁打を記録した。高校通算83本塁打。
2001年11月19日に行われたプロ野球ドラフト会議で西武ライオンズから2巡目指名を受け、入団。背番号は「60」に決まった。後に体重100 kg前後のその体格から「プロでは守備が厳しそう」と一時はリストから外れていたことが明らかとなっている。また、ドラフト会議前には中日ドラゴンズも中村を上位指名候補および、寺原隼人（日南学園高校）を1巡目指名して交渉権獲得に失敗した場合の外れ1位指名候補としてリストアップしていたが、最終的には寺原（福岡ダイエーホークスが交渉権獲得）の外れ1位として、前田章宏（中京大中京高校）を指名した。

### 西武時代

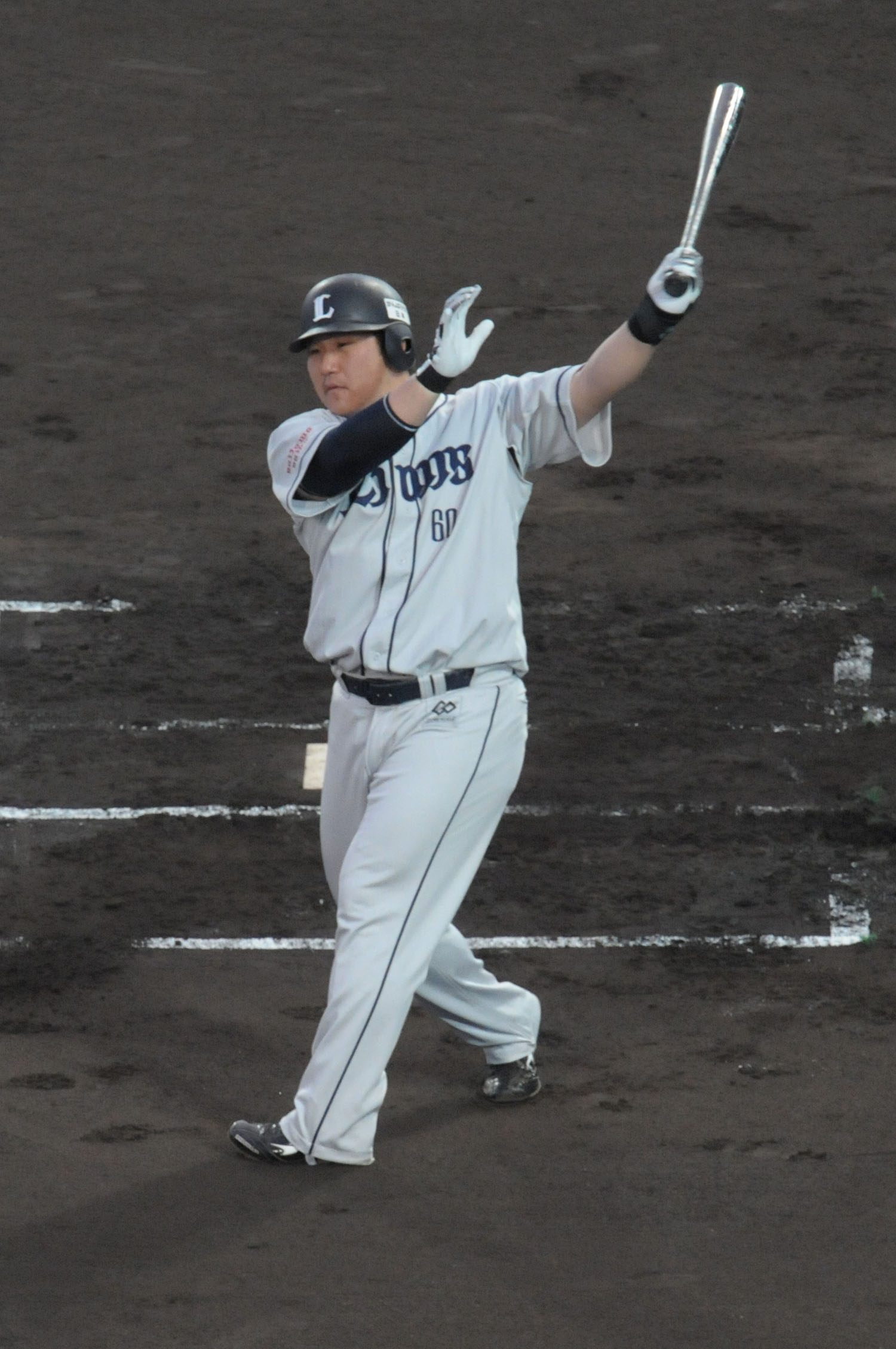
こまちスタジアムにて（2011年8月30日）

2002年は二軍（イースタン・リーグ）で打率.215、7本塁打、28打点を記録した。
2003年は二軍で22本塁打を記録し、イ・リーグの本塁打王を獲得した（打率.249、58打点）。9月28日の北海道日本ハムファイターズ戦で4番打者として一軍初出場、ミラバルから初打席で初安打となる二塁打を放ち、出塁していた走者が得点したことから初打点も記録。

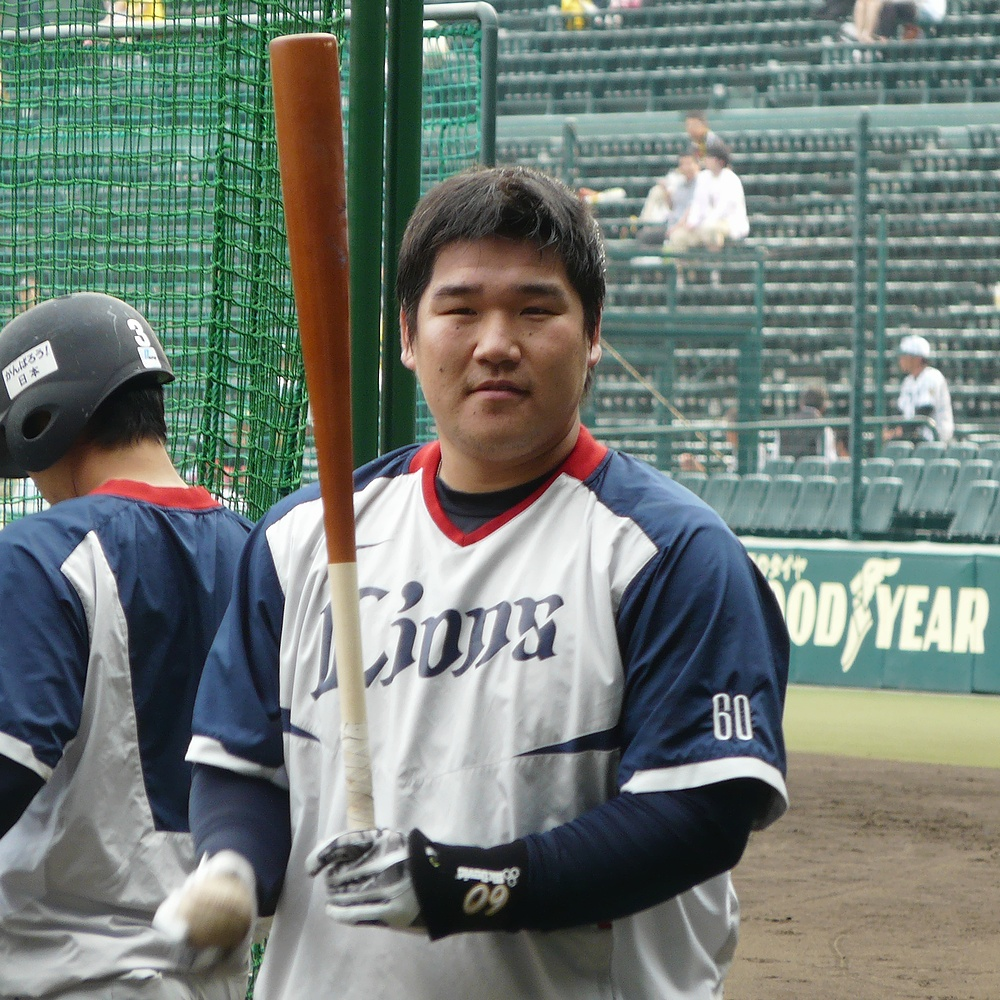
阪神甲子園球場にて（2012年）

2005年はホセ・フェルナンデスに代わり三塁手のレギュラーとなった。セ・パ交流戦では12球団最多の12本塁打を記録し優秀選手賞（日本生命賞）を受賞。80試合に出場し、自己最多の22本塁打を打った。長打率は6割を越えた。6月26日の東北楽天ゴールデンイーグルス戦の紀藤真琴から初めて満塁本塁打を放ち、9月11日の千葉ロッテマリーンズ戦で黒木知宏から2本目の満塁本塁打を放った。
2006年はフェルナンデスが東北楽天ゴールデンイーグルスへ移籍し、三塁手のレギュラーを石井義人・平尾博嗣らと争い、特に左投手が先発する時は三塁手は平尾になるのが恒例となった。自己最多の100試合に出場したが、本塁打は半減し9本に終わった。またチャンスに打てなかった（得点圏打率.205）。
2007年は「8番・三塁手」で2年連続で開幕戦に先発出場。打撃不振で5月に二軍落ちしたが、6月に復帰。三塁手のレギュラーで起用され続けたが打撃は上向かず、レギュラー定着以降最低の成績に終わった。アレックス・カブレラの守備難から一塁手でも10試合に先発起用された。
2008年5月11日のオリックス・バファローズ戦で金子千尋から顔面右側に死球を受け頬骨を骨折するも先発出場を続け、5月15日の福岡ソフトバンクホークス戦では本塁打を放った。この年は守備面では主に捕球における不安定さが目立ち、リーグ最多の22失策を記録。打撃では打率は前年よりわずかに上回ったものリーグワースト3位、得点圏打率も.231と勝負弱さも課題となった。三振は162個とリーグ最多で、シーズン記録としては歴代7位、日本人右打者では最多。しかしこの年から打撃コーチに就任した大久保博元からミートポイントを前にするようアドバイスされ、引き替えに本塁打を量産。西武の日本人選手の本塁打記録（43本、秋山幸二、田淵幸一）、25歳の本塁打記録（44本、大杉勝男、岩村明憲）を塗り替える46本塁打、自身初としては、規定打席、本塁打王、100打点（101打点、リーグ3位）、サヨナラ本塁打、オールスターゲーム出場（三塁手、ファン投票1位）。西武の日本人選手で年間40本以上の本塁打を放ったのは1987年の秋山幸二以来21年ぶり。同球団での達成経験者としては、田淵、秋山に次いで3人目。また、NPBにおいて、初の規定打席到達で年間40本以上の本塁打を記録した日本人選手は秋山幸二（1985年）、多村仁（2004年）に次ぎ3人目である。日本シリーズでは、3安打、3本塁打、7打点。アジアシリーズの予選の天津ライオンズ戦では東京ドームの3階席まで飛ばす特大の本塁打を放っている。
2009年5月13日のオリックス・バファローズ戦で通算100号本塁打を達成。9月20日の福岡ソフトバンクホークス戦で40号を放ち、西武の日本人選手では秋山幸二以来となる2年連続40本塁打を達成した。シーズン長打86本（本塁打48本、三塁打1本、二塁打37本）は2002年の松井稼頭央の88本に次いで歴代2位。この年はケガでの離脱もあったが開幕から打ち続け、48本塁打、122打点を記録し2年連続本塁打王となり、打率も.285と前年に比べて大きく上がった。打点王は自身初。2年連続の本塁打王は西武の日本人打者としては1953年 - 1956年の中西太以来53年ぶりで、打点は球団最多記録を更新した。一方で154三振、15失策で2年連続最多三振・最多失策だった。また、OPSは両リーグ唯一の10割超えを記録した。48本塁打は平成時代の日本人歴代2位（パ・リーグでは最多）、26歳でのシーズン48本塁打は王貞治と並ぶ最多記録である。
2010年は春季キャンプ中の2月25日、打撃練習を待っていた中村の顔面にディー・ブラウンの振ったバットが直撃。大量の鼻血が出たが、幸い鼻の打撲で済み、翌日から通常の練習メニューをこなした。公式戦を間近に控えたオープン戦で、自打球が顔面に当たり頬骨を骨折。3月20日の開幕戦には何とか間に合った。しかしその影響か開幕から10試合は本塁打が出ず打率も1割ほどで打点もわずか1と極度の不振であった。ようやく放ったシーズン第1号は、4月7日のオリックス・バファローズ戦であった。6月10日に5月中から続いていた右肘の痛みが激しくなり登録抹消。6月中に右肘の遊離軟骨除去手術を受け、その治療のためファン投票・選手間投票第1位で選出されたオールスターゲームも出場を辞退した。8月27日に一軍に復帰、9月に調子を上げ85試合の出場で25本の本塁打を打ったが打率は.234と最後まで低いままで、規定打席未到達にもかかわらず111三振を喫し得点圏打率も.170と低かった。6月4日の東京ヤクルトスワローズ戦で伊東勤を抜いて球団新となる通算9本目の満塁本塁打を記録した他、5月25日の広島東洋カープ戦と6月4日の東京ヤクルトスワローズ戦、9月3日の東北楽天ゴールデンイーグルス戦と史上初の3号連続の満塁本塁打を記録。また、入団9年目での満塁本塁打10本目到達は2001年の中村紀洋（大阪近鉄バファローズ）、2010年のアレックス・ラミレス（読売ジャイアンツ）の10年目を抜く最速記録になった。
2011年7月23日にQVCマリンフィールドで開催されたオールスターゲーム第2戦では2本の本塁打を放ち、MVPに選ばれた。この年から新たに導入された統一球の影響でプロ野球全体の本塁打数が激減する中、2009年と並ぶ自己記録タイの48本塁打（平成時代の日本人パ・リーグ記録）を放ち、本塁打王と打点王の2冠を達成。本塁打数は千葉ロッテマリーンズのチーム本塁打数の46本を2本上回っており、個人の本塁打数がチームの本塁打数を上回るのは、1954年に西鉄ライオンズの中西太（31本）と毎日オリオンズの山内一弘（28本）が近鉄の27本を上回って以来の57年ぶり3度目の記録となった。また、25本の本塁打を放ち本塁打数2位となったソフトバンクの松田宣浩とは23本差をつけたが、これは2位の打者との本塁打数の差としては1966年に王貞治が記録した22本差を上回る新記録となった。パシフィック・リーグ全体の本塁打数は454本であり、中村1人で10.57パーセントの本塁打を打ったこととなる。これは1953年の中西太の9.33パーセントを上回っており、10パーセント以上となったのは2リーグ分裂後初のことである。10月21日に放送されたテレビアニメ『クレヨンしんちゃん』（テレビ朝日）では本人役で出演し、作中では野原しんのすけに「棒読みだよーん」と突っ込まれた。12月15日の契約更改では総額10億円の3年契約を結んだ。西武で複数年契約を結ぶケースは数少なく、球団本部長の鈴木葉留彦は「個人名は控えますが、複数年は過去もいた。中村選手にも、特別に残ってほしい意思の表れです。これだけホームランと打点を稼ぐ打者は日本で他にいない」と語った。
2012年は開幕当初から不振に陥り、レギュラー定着以降は最長となる129打席連続本塁打なしのスランプも味わったがセ・パ交流戦以降は調子を取り戻し、交流戦での通算本塁打12本の新記録も樹立した。しかしその後、6月14日の阪神タイガース戦の守備で左肩肩甲下筋を損傷、出場選手登録を抹消された。再び出場選手登録された後には左膝にも怪我を負い、先発から外れることも多かったが、最終的には27本で2年連続4度目の本塁打王のタイトルを獲得した。5年間で4度以上の本塁打王に輝いたのは中西太、野村克也、王貞治以来4人目であるが、27本での本塁打王は1995年の小久保裕紀（28本、当時は130試合制）を下回る低水準であった。10月25日には左膝の前十字靭帯と半月板の修復手術を受けた。
2013年は前年に受けた手術の影響で前半戦を棒に振り、オールスターゲームのファン投票の対象から除外された。左肩の違和感で一軍復帰が遅れ、26試合の出場で4本塁打に終わり、5年続いていた2桁本塁打の記録が途絶えた。12月9日の契約更改で4年総額20億円の複数年契約を結んだ。
2014年6月13日の対広島東洋カープ戦で史上9位のスピード記録となる通算250本塁打を達成。また、7月21日対東北楽天ゴールデンイーグルス戦（西武ドーム）でNPB史上54人目の通算1000三振に到達。1014試合での到達はラルフ・ブライアントの647試合に次ぐ史上2位のスピード記録で、広沢克己の1102試合を抜いて日本人最速での到達となった。この年、34本塁打を記録し、同僚のエルネスト・メヒアとともに本塁打王を獲得。なお同一シーズンに同一球団から複数の本塁打王獲得者が出たのは2リーグ制以降では初。
2015年7月24日の北海道日本ハムファイターズ戦では大谷翔平から通算300号本塁打と通算1000安打を同時に達成。同月は打率.289、8本塁打、26打点を記録し、自身初となる月間MVPを受賞した。8月9日のオリックス・バファローズ戦でシーズン4本目の満塁本塁打を記録した。これで通算満塁本塁打数が16本となり、王貞治が持っていた通算満塁本塁打15本を超えて日本新記録達成となった。9月は不調の時期が続いたが、30日のオリックス・バファローズ戦（京セラドーム大阪）では6試合ぶりの複数安打を記録し復調の気配をみせた。シーズン成績としては37本塁打、124打点で本塁打王、打点王を獲得。通算6度の本塁打王は王貞治（15回）、野村克也（9回）に続く歴代単独3位の記録である。オフの10月9日に第1回WBSCプレミア12の日本代表最終ロースター28名に選出された。
2016年は6月15日の広島東洋カープ戦での挟殺プレーで左股関節痛を痛めて6月16日に二軍落ちする。最終的に108試合に出場したが、21本塁打に終わる。また規定打席への到達はならなかった。
2017年7月19日の福岡ソフトバンクホークス戦で通算350本塁打を記録。115試合に出場したが4番を外されるなどシーズン通して不調で、2年ぶりに規定打席に到達したが打率.217、27本塁打、79打点に終わった。それまで規定打席に到達した年は全て本塁打王のタイトルを獲得していたが、それも初めて逃すことになった。
2018年、開幕を一軍で迎えるが、打撃不振に陥る。4月21日の千葉ロッテマリーンズ戦で左肩を負傷し、4月22日に一軍登録を抹消された。6月1日に一軍に復帰し、6月9日の読売ジャイアンツ戦でシーズン初本塁打を記録した。8月7日のオリックス・バファローズ戦で2点本塁打を放ち、球団初の通算1000打点を達成。8月25日の福岡ソフトバンクホークス戦で通算1500試合出場を達成した。8月は打率.319、12本塁打、26打点、長打率.647を記録し、3年ぶりに2度目の月間MVPを受賞した。11月15日、海外FA権を行使した上で西武に残留することを表明し、同日、NPBから公示された。
2019年6月14日の対東京ヤクルトスワローズ戦（メットライフドーム）で自身の持つプロ野球記録を更新する18本目の満塁本塁打を放つと、9月4日の対オリックス・バファローズ戦（ほっともっとフィールド神戸）にて通算19本目、その2日後の対東北楽天ゴールデンイーグルス戦（楽天生命パーク宮城）でも満塁本塁打を放ち、自身の持つ通算満塁本塁打記録を20本に伸ばした。なおこの年の満塁時では、35打席32打数17安打、打率.531、4本塁打、49打点を記録した。6月18日の対中日ドラゴンズ戦（ナゴヤドーム）で7回に大野雄大から右中間へ2点本塁打を放ち、交流戦通算打点を200に乗せると、6月22日の阪神タイガース戦（阪神甲子園球場）では高校時代の同級生岩田稔から2打席連続で本塁打を放ち、奪本塁打投手数を阿部慎之助の持つプロ野球最多タイ記録230人に並べた。そして7月10日の福岡ソフトバンクホークス戦で松田遼馬からソロ本塁打を放ち、記録を単独首位となる231人に更新した。7月19日の対オリックス・バファローズ戦では増井浩俊から史上20人目となる通算400号本塁打をサヨナラ本塁打で達成した。在籍球団が西武のみで到達した打者は中村が初めてだった。8月11日には2017年8月12日以来のスタメン4番に復帰。8月24日の東北楽天ゴールデンイーグルス戦では松井裕樹からサヨナラ打を放った。9月15日の千葉ロッテマリーンズ戦では自身3度目となるシーズン120打点を記録。シーズン120打点3回は王貞治、ブーマー・ウェルズ、松中信彦、アレックス・ラミレス以来史上5人目の快挙である。最終的には自身キャリアハイの打率.286、4年ぶり6度目の30本塁打到達で自己最長の6年連続2桁本塁打、得点圏打率は森友哉に次ぐリーグ2位の.350を記録し、4度目となる打点王を獲得。山川穂高・森友哉とともに100打点トリオを形成し、球団の連覇に貢献した。
2020年は新型コロナウイルスの影響で120試合制となる。開幕から好調を維持するも、8月は月間打率.094と突如絶不調に陥る。さらに8月22日のオリックス・バファローズ戦で張奕から右手首に死球を受け、9月3日には登録を抹消された。9月22日のイースタン・リーグ北海道日本ハムファイターズ戦で本塁打を打ち、翌9月23日に出場選手登録をされ戦線復帰。翌9月24日には史上8人目となる同一球場200本塁打を達成した。西武ドーム（当時の球場名はメットライフドーム）では史上初の偉業となった。一軍復帰後も状態は上がらず、79試合、打率.213、9本塁打、31打点という成績で7年連続2桁本塁打にはあと1本届かなかった。オフに、1億3000万円減となる推定年俸2億2000万円で契約を更改した。
2021年は本人も「打っていない」と語ったように開幕から本塁打が少なく、低調な打撃が続くと6月8日の試合で走塁中に左太もも裏を痛め途中交代。守備に就けない状態になったが、6月23日の東北楽天ゴールデンイーグルス戦で指名打者として先発復帰を果たすと同27日のオリックス・バファローズ戦から12試合連続安打を記録するなど打撃は6月下旬から状態が上向いた。東京オリンピックによる中断期間で足の状態が回復し後半戦からは守備に就き、打撃は好調を維持し、8月22日のオリックス・バファローズ戦では山﨑福也から通算22本目の満塁本塁打を放ち、10月14日の北海道日本ハムファイターズ戦では1試合2本塁打、代名詞でもある「おかわり弾」を2年ぶりに放った。この年は123試合に出場し、規定打席に到達したシーズンとしては自己最少の18本塁打に留まったが、打率.284で自身初めて打率10傑に入り（リーグ7位）、チームトップの74打点を記録した。オフに推定年俸2億円の2年契約で契約を更改した。
2022年5月7日、対北海道日本ハムファイターズ7回戦（ベルーナドーム）4回裏、先発投手の上沢直之からソロ本塁打を放ち、長嶋茂雄の本塁打数と並ぶ444本塁打を記録。同月13日には長嶋を超えた445本塁打を記録。7月6日、対オリックス・バファローズ14回戦（京セラドーム大阪）7回表、黒木優太に三振を喫し、清原和博が持っていた通算三振記録を上回り日本プロ野球歴代最多となる1956三振を記録した。8月4日のオリックス・バファローズ戦ではジェイコブ・ワゲスパックから自身5本目のサヨナラ本塁打を放った。8月12日の東北楽天ゴールデンイーグルス戦（楽天生命パーク宮城）では2回表に岸孝之から本塁打を記録し、史上14人目の450本塁打を達成した。規定打席到達には至らず、最終的には88試合の出場で打率.196、12本塁打、31打点に留まったものの、12月1日に現状維持の2億円で契約更改した。
2023年、4月12日の対ロッテ戦（ベルーナドーム）で6回にシーズン初本塁打を放ち、伊東勤（1984年 - 2003年）と並ぶ球団最長記録となる20年連続本塁打を記録した。同月30日の対楽天戦（ベルーナドーム）では2回に荘司康誠から3連戦で3日連続となる本塁打を放った。同一カード3連戦の3日連続本塁打は、2018年8月7日から9日のオリックス3連戦以来、自身5年ぶり。3・4月は月間打率.364、7本塁打、14打点の成績で自身3度目の月間MVPを受賞した。5月27日に「外腹斜筋の軽度の損傷」で出場選手登録を抹消。6月21日に一軍に復帰すると、7月15日の対日本ハム戦（ベルーナドーム）で両者無得点で迎えた9回一死二塁の打席で池田隆英からサヨナラ二塁打を放った。西武で39歳11か月でのサヨナラ安打は1967年5月25日の対近鉄戦で放ったトニー・ロイの39歳5か月を抜く球団最年長記録となった。同月19日のオールスターゲーム第1戦（バンテリンドーム ナゴヤ）では「5番・指名打者」で出場し、5打数1安打の成績だったが、翌20日の第2戦（MAZDA Zoom-Zoom スタジアム広島）で体調不良のため欠場、翌21日に特例2023で出場選手登録を抹消された。8月4日に出場選手登録されると、9月6日の対オリックス戦（ほっともっとフィールド神戸）で西武の40代の選手として初の1試合2本塁打を放った。同月9日の対日本ハム戦（エスコンフィールドHOKKAIDO）では3回二死二・三塁の打席で加藤貴之から3点本塁打を放って通算1038得点を記録し、石毛宏典を抜いて球団最多得点となった。最終的には88試合の出場で前年と同様に規定打席未達ながら、チーム最多かつリーグ単独7位となる17本塁打を放ち、打率.258、40打点と他の成績も改善するなど復調の兆しを見せた。オフの12月2日に5000万円減の推定年俸1億5000万円の単年契約で契約更改した。また、現役ドラフトで中村祐太が入団したため、入団22年目で初めて報道時の名前表記が「中村剛」に変更になったが、スコアボードは「中村」のままである。
2024年、4月は10日の対ロッテ戦（ベルーナドーム）で1点を追う9回一死無走者の打席で横山陸人からシーズン初本塁打となる同点本塁打を放ち、伊東勤を抜いて球団新記録となる21年連続本塁打を記録した。25日の対オリックス戦（京セラドーム大阪）では1回一死二塁の打席でルイス・カスティーヨから40代の選手として史上初の5試合連続二塁打となる適時二塁打を放った。5月は7日の対ロッテ戦（ZOZOマリンスタジアム）で6回の第3打席にシーズン5号となるソロ本塁打を放ち、金本知憲の通算476本塁打に並び、NPB歴代10位に並んだ。25日の対オリックス戦（ベルーナドーム）で2回無死無走者の打席で曽谷龍平から本塁打を放って通算477本塁打を記録し、金本を抜いてNPB通算本塁打歴代単独10位となった。6月以降は本塁打が打てなかったことと、右手関節炎によるコンディション不良のために7月11日に一軍登録を抹消された。

## 選手としての特徴

### 打撃
一部メディアから「究極」と評される天性のホームランバッター。
本塁打を放つ際、美しい放物線を描くことから「ホームランアーチスト」と称され、本人も「7割の力でもスタンドへ運ぶことが出来る」と自負する長打力が持ち味。外野へのフライの30パーセント近くを本塁打にする。元西武のコーチの光山英和は、「今まで清原（和博）とか、秋山（幸二）さんとか、石井（浩郎）さんとか、色んなホームランバッターを見てきたけど、ホームランを打つことに関しては、あいつが断トツ。ボールの飛び方が全然違う。ちょっと次元が違うね。ああいうのが、ホンマのホームランバッターって言うんやと思う」と評している。2016年シーズンまで、規定打席に達した年は全て本塁打王を獲得していた。
基準違反統一球が導入されていた2011年から2012年の間においても、両リーグ最多の通算75本塁打を記録し、ボールを引きつけて柔らかいスイングからインパクトの瞬間に右手を押し込む打撃で本塁打を放つ。右手で押し込む感覚は2011年6月29日のオリックス・バファローズ戦で中山慎也から打った本塁打がきっかけで身に付いたと述べており、「感覚的なことなので、なかなか説明するのは難しいが、ボールがバットに長くくっついている感じ」だという。2011年シーズン当初は、統一球で本塁打を打つにはミートポイントを前にすることが大切であると言われていたが、中村は「バットを長く押し込むこと」と「打者の手元寄りのミートポイント」を挙げており、「ポイントを前にしたほうが、当たれば飛ぶとは思います。実際に僕が2008、2009年に本塁打のタイトルを取ったときもポイントはかなりピッチャー寄りでした。ただ、ポイントを前に置くことによって、変化球への対応が難しいというデメリットもある。だからそのときと比べたらだいぶ手元寄りになりましたよ。（今のポイントは）左足を踏み込んだときの前あたりです。ホームランを打っているときは、だいたいこのポイントで打てているはず」と話している。
2020年シーズン前にYouTuberトクサンの動画に出演した際、右手小指に力を入れない独特のグリップの握り方について本人が説明していた。中村は高校時代に右手小指を骨折したが、それでも試合に出なければならない状況で生み出されたのが小指に負担を掛けないそのグリップの握り方であったということで、そこからホームランバッターとして開花したという。
本塁打を打った後の談話ではほぼ必ず「打ててよかったです」の一言が入り、選手やファンの間ではこれが中村の代名詞になっている。

### 守備・走塁
50メートル走は6.3秒、そして右打者ながら一塁到達は4.18秒を記録するなど、ある程度の脚力も備えている。大阪桐蔭高校時代は1学年下で、かつてパ・リーグの盗塁王を獲得した西岡剛よりも脚が速く、盗塁数も多かった。かつてコーチを務めた笘篠誠治は「打撃センスはともかく、走塁のセンスには非常にずば抜けているものがある」「走塁に興味を持てば、球界でも上位クラスにもいけるのでは」としている。また、チームメイトだった平尾博嗣からは「動けるデブ。体重100 kg以上の人の運動会があったら間違いなく1位」と評されている。
三塁守備ではグラブ捌きの柔らかさと打球反応の良さを兼ね備え、また遠投110メートルという生来の肩の強さを誇るものの、三塁手としてはスローイングが少し弱い傾向にある。捕球が不安定な上に送球のコントロールに難があり失策が多く、本塁打王となった2008年・2009年・2011年は同時にリーグ最多失策も記録している。また、守備での負担を軽減して打撃に専念させるためか一塁手としても起用されることがある。

### その他
筋肉痛が嫌いという理由により、筋力トレーニングは滅多に行わず、野球に必要な筋力は練習で培っている。

## 人物
愛称である「おかわり君」の由来は先輩に「好きな言葉は？」と聞かれ「おかわり」と答え、またキャンプの声出しでも「好きな言葉は『おかわり』です」とアピールしたことから。一部テレビ中継では座右の銘として「おかわり」と紹介された。スポーツニュースでも「おかわり」という表現が使われている（例えば連続ホームランを打つと「ホームランをおかわりする」「おかわりアーチ」と、重ねて打点を挙げると「打点をおかわりする」など）。同僚や他球団の選手からは芸人の三瓶に似ていることから「さんぺい」とも呼ばれている。
妻は元タレントの村上麻里恵。2008年7月8日に結婚し、翌2009年1月24日に披露宴を開いた。2009年7月22日に第1子（長男）、2011年12月3日に第2子（次男）、2014年6月12日に第3子（三男）をもうけている。なお、中村は村上と結婚した後の2008年から2013年まで試合のなかった2012年を除き、夫人の誕生日である9月10日に本塁打を放っている。
兄弟は姉と弟がいる。弟は社会人野球のクラブチームである滋賀・高島ベースボールクラブに所属し、2012年の第37回全日本クラブ野球選手権大会では優勝を果たしている。

## 詳細情報

### 年度別打撃成績
| 年 度      | 球 団      | 試 合 | 打 席 | 打 数 | 得 点 | 安 打 | 二 塁 打 | 三 塁 打 | 本 塁 打 | 塁 打 | 打 点 | 盗 塁 | 盗 塁 死 | 犠 打 | 犠 飛 | 四 球 | 敬 遠 | 死 球 | 三 振 | 併 殺 打 | 打 率 | 出 塁 率 | 長 打 率 | O P S |
| ---------- | ---------- | ----- | ----- | ----- | ----- | ----- | -------- | -------- | -------- | ----- | ----- | ----- | -------- | ----- | ----- | ----- | ----- | ----- | ----- | -------- | ----- | -------- | -------- | ----- |
| 2003       | 西武       | 4     | 14    | 12    | 0     | 2     | 1        | 0        | 0        | 3     | 2     | 1     | 0        | 0     | 0     | 2     | 0     | 0     | 6     | 1        | .167  | .286     | .250     | .536  |
| 2004       | 西武       | 28    | 37    | 33    | 8     | 9     | 1        | 0        | 2        | 16    | 5     | 0     | 0        | 0     | 0     | 2     | 0     | 2     | 10    | 1        | .273  | .351     | .485     | .836  |
| 2005       | 西武       | 80    | 259   | 237   | 40    | 62    | 13       | 1        | 22       | 143   | 57    | 0     | 2        | 0     | 1     | 16    | 1     | 5     | 62    | 7        | .262  | .320     | .603     | .924  |
| 2006       | 西武       | 100   | 323   | 283   | 47    | 78    | 16       | 0        | 9        | 121   | 29    | 4     | 2        | 3     | 0     | 29    | 2     | 8     | 78    | 9        | .276  | .359     | .428     | .787  |
| 2007       | 西武       | 98    | 267   | 226   | 29    | 52    | 16       | 0        | 7        | 89    | 32    | 2     | 0        | 11    | 1     | 22    | 0     | 7     | 71    | 3        | .230  | .316     | .394     | .710  |
| 2008       | 西武       | 143   | 590   | 524   | 90    | 128   | 24       | 4        | 46       | 298   | 101   | 2     | 1        | 3     | 3     | 53    | 1     | 7     | 162   | 10       | .244  | .320     | .569     | .889  |
| 2009       | 西武       | 128   | 562   | 501   | 91    | 143   | 37       | 1        | 48       | 326   | 122   | 3     | 1        | 0     | 2     | 52    | 0     | 7     | 154   | 8        | .285  | .359     | .651     | 1.010 |
| 2010       | 西武       | 85    | 354   | 304   | 50    | 71    | 14       | 2        | 25       | 164   | 57    | 1     | 0        | 0     | 3     | 44    | 5     | 3     | 111   | 7        | .234  | .333     | .539     | .873  |
| 2011       | 西武       | 144   | 622   | 525   | 97    | 141   | 30       | 0        | 48       | 315   | 116   | 4     | 1        | 0     | 6     | 79    | 2     | 12    | 134   | 15       | .269  | .373     | .600     | .973  |
| 2012       | 西武       | 123   | 498   | 432   | 54    | 100   | 16       | 1        | 27       | 199   | 79    | 2     | 3        | 0     | 1     | 56    | 1     | 9     | 125   | 11       | .231  | .331     | .461     | .792  |
| 2013       | 西武       | 26    | 114   | 96    | 8     | 20    | 2        | 0        | 4        | 34    | 15    | 0     | 0        | 0     | 2     | 16    | 3     | 0     | 38    | 1        | .208  | .316     | .354     | .670  |
| 2014       | 西武       | 111   | 466   | 382   | 68    | 98    | 19       | 1        | 34       | 221   | 90    | 0     | 0        | 0     | 3     | 79    | 0     | 2     | 124   | 13       | .257  | .384     | .579     | .963  |
| 2015       | 西武       | 139   | 599   | 521   | 82    | 145   | 35       | 0        | 37       | 291   | 124   | 1     | 0        | 0     | 3     | 68    | 4     | 7     | 172   | 12       | .278  | .367     | .559     | .926  |
| 2016       | 西武       | 108   | 432   | 387   | 45    | 92    | 14       | 2        | 21       | 173   | 61    | 2     | 1        | 0     | 2     | 40    | 1     | 3     | 125   | 9        | .238  | .313     | .447     | .760  |
| 2017       | 西武       | 115   | 486   | 415   | 69    | 90    | 14       | 0        | 27       | 185   | 79    | 1     | 0        | 0     | 6     | 61    | 1     | 4     | 118   | 12       | .217  | .319     | .446     | .765  |
| 2018       | 西武       | 97    | 392   | 355   | 53    | 94    | 14       | 1        | 28       | 194   | 74    | 1     | 0        | 0     | 2     | 33    | 0     | 2     | 112   | 11       | .265  | .329     | .546     | .876  |
| 2019       | 西武       | 135   | 557   | 496   | 69    | 142   | 30       | 0        | 30       | 262   | 123   | 2     | 1        | 0     | 3     | 54    | 5     | 4     | 123   | 12       | .286  | .359     | .528     | .887  |
| 2020       | 西武       | 79    | 297   | 258   | 32    | 55    | 14       | 0        | 9        | 96    | 31    | 0     | 1        | 0     | 2     | 34    | 2     | 3     | 75    | 7        | .213  | .310     | .372     | .682  |
| 2021       | 西武       | 123   | 475   | 430   | 50    | 122   | 13       | 0        | 18       | 189   | 74    | 0     | 0        | 0     | 4     | 39    | 3     | 2     | 114   | 12       | .284  | .343     | .440     | .783  |
| 2022       | 西武       | 88    | 294   | 276   | 24    | 54    | 8        | 0        | 12       | 98    | 31    | 0     | 0        | 0     | 1     | 14    | 0     | 3     | 76    | 7        | .196  | .241     | .355     | .597  |
| 2023       | 西武       | 88    | 322   | 283   | 34    | 73    | 12       | 0        | 17       | 136   | 40    | 1     | 0        | 0     | 3     | 31    | 3     | 5     | 76    | 7        | .258  | .339     | .481     | .819  |
| 2024       | 西武       | 58    | 205   | 188   | 13    | 36    | 13       | 0        | 7        | 70    | 14    | 1     | 0        | 0     | 1     | 14    | 3     | 2     | 55    | 3        | .191  | .254     | .372     | .626  |
| 通算：22年 | 通算：22年 | 2100  | 8165  | 7164  | 1053  | 1807  | 356      | 13       | 478      | 3623  | 1356  | 28    | 13       | 17    | 49    | 838   | 37    | 97    | 2121  | 178      | .252  | .337     | .506     | .842  |

- 2024年度シーズン終了時
- 各年度の赤太字はNPB最高、太字はリーグ最高

### 年度別打撃成績所属リーグ内順位
| 年 度 | 年 齢 | リ ｜ グ   | 打 率 | 安 打 | 二 塁 打 | 三 塁 打 | 本 塁 打 | 打 点 | 出 塁 率 |
| ----- | ----- | ---------- | ----- | ----- | -------- | -------- | -------- | ----- | -------- |
| 2003  | 20    | パ・リーグ | -     | -     | -        | -        | -        | -     | -        |
| 2004  | 21    | パ・リーグ | -     | -     | -        | -        | -        | -     | -        |
| 2005  | 22    | パ・リーグ | -     | -     | -        | -        | -        | -     | -        |
| 2006  | 23    | パ・リーグ | -     | -     | -        | -        | -        | -     | -        |
| 2007  | 24    | パ・リーグ | -     | -     | -        | -        | -        | -     | -        |
| 2008  | 25    | パ・リーグ | -     | -     | -        | -        | 1位      | 3位   | -        |
| 2009  | 26    | パ・リーグ | -     | -     | 2位      | -        | 1位      | 1位   | -        |
| 2010  | 27    | パ・リーグ | -     | -     | -        | -        | 4位      | -     | -        |
| 2011  | 28    | パ・リーグ | -     | -     | 4位      | -        | 1位      | 1位   | 4位      |
| 2012  | 29    | パ・リーグ | -     | -     | -        | -        | 1位      | 2位   | -        |
| 2013  | 30    | パ・リーグ | -     | -     | -        | -        | -        | -     | -        |
| 2014  | 31    | パ・リーグ | -     | -     | -        | -        | 1位      | 2位   | 6位      |
| 2015  | 32    | パ・リーグ | -     | 8位   | 3位      | -        | 1位      | 1位   | 9位      |
| 2016  | 33    | パ・リーグ | -     | -     | -        | -        | 9位      | -     | -        |
| 2017  | 34    | パ・リーグ | -     | -     | -        | -        | 6位      | 7位   | -        |
| 2018  | 35    | パ・リーグ | -     | -     | -        | -        | 6位      | 10位  | -        |
| 2019  | 36    | パ・リーグ | -     | -     | 6位      | -        | 6位      | 1位   | -        |
| 2020  | 37    | パ・リーグ | -     | -     | -        | -        | -        | -     | -        |
| 2021  | 38    | パ・リーグ | 7位   | -     | -        | -        | 9位      | 7位   | -        |
| 2022  | 39    | パ・リーグ | -     | -     | -        | -        | -        | -     | -        |
| 2023  | 40    | パ・リーグ | -     | -     | -        | -        | 7位      | -     | -        |
| 2024  | 41    | パ・リーグ | -     | -     | -        | -        | -        | -     | -        |

- 太字年度は規定打席到達年度
- -は10位未満（打率は規定打席未到達の場合も-と表記）

### WBSCプレミア12での打撃成績
| 年 度 | 代 表 | 試 合 | 打 席 | 打 数 | 得 点 | 安 打 | 二 塁 打 | 三 塁 打 | 本 塁 打 | 塁 打 | 打 点 | 盗 塁 | 盗 塁 死 | 犠 打 | 犠 飛 | 四 球 | 敬 遠 | 死 球 | 三 振 | 併 殺 打 | 打 率 | 出 塁 率 | 長 打 率 |
| ----- | ----- | ----- | ----- | ----- | ----- | ----- | -------- | -------- | -------- | ----- | ----- | ----- | -------- | ----- | ----- | ----- | ----- | ----- | ----- | -------- | ----- | -------- | -------- |
| 2015  | 日本  | 6     | 22    | 20    | 2     | 3     | 0        | 0        | 0        | 3     | 0     | 0     | 0        | 0     | 0     | 2     | 0     | 0     | 4     | 1        | .150  | .227     | .150     |

### 年度別守備成績
| 年 度 | 球 団 | 一塁  | 一塁  | 一塁  | 一塁  | 一塁  | 一塁     | 三塁  | 三塁  | 三塁  | 三塁  | 三塁  | 三塁     |
| 年 度 | 球 団 | 試 合 | 刺 殺 | 補 殺 | 失 策 | 併 殺 | 守 備 率 | 試 合 | 刺 殺 | 補 殺 | 失 策 | 併 殺 | 守 備 率 |
| ----- | ----- | ----- | ----- | ----- | ----- | ----- | -------- | ----- | ----- | ----- | ----- | ----- | -------- |
| 2003  | 西武  | 2     | 17    | 0     | 0     | 0     | 1.000    | -     | -     | -     | -     | -     | -        |
| 2004  | 西武  | 4     | 10    | 0     | 0     | 2     | 1.000    | 6     | 1     | 2     | 1     | 0     | .750     |
| 2005  | 西武  | 6     | 12    | 2     | 0     | 1     | 1.000    | 56    | 39    | 70    | 4     | 9     | .965     |
| 2006  | 西武  | 7     | 26    | 1     | 1     | 4     | .964     | 85    | 54    | 132   | 7     | 10    | .964     |
| 2007  | 西武  | 16    | 82    | 7     | 1     | 8     | .989     | 83    | 39    | 103   | 8     | 9     | .947     |
| 2008  | 西武  | 8     | 13    | 1     | 0     | 1     | 1.000    | 139   | 80    | 256   | 22    | 18    | .939     |
| 2009  | 西武  | 28    | 143   | 9     | 3     | 12    | .981     | 89    | 55    | 160   | 12    | 17    | .947     |
| 2010  | 西武  | 21    | 96    | 5     | 2     | 9     | .981     | 46    | 21    | 70    | 7     | 10    | .929     |
| 2011  | 西武  | 31    | 282   | 10    | 2     | 16    | .993     | 121   | 69    | 212   | 15    | 18    | .949     |
| 2012  | 西武  | 45    | 328   | 21    | 2     | 28    | .994     | 31    | 26    | 51    | 1     | 3     | .987     |
| 2014  | 西武  | 8     | 54    | 3     | 1     | 6     | .983     | 15    | 6     | 25    | 0     | 2     | 1.000    |
| 2015  | 西武  | -     | -     | -     | -     | -     | -        | 122   | 73    | 198   | 12    | 15    | .958     |
| 2016  | 西武  | -     | -     | -     | -     | -     | -        | 48    | 38    | 75    | 5     | 6     | .958     |
| 2017  | 西武  | -     | -     | -     | -     | -     | -        | 108   | 59    | 187   | 11    | 11    | .957     |
| 2018  | 西武  | -     | -     | -     | -     | -     | -        | 94    | 44    | 137   | 9     | 9     | .953     |
| 2019  | 西武  | -     | -     | -     | -     | -     | -        | 124   | 79    | 205   | 13    | 16    | .956     |
| 2020  | 西武  | -     | -     | -     | -     | -     | -        | 69    | 33    | 91    | 3     | 6     | .976     |
| 2021  | 西武  | -     | -     | -     | -     | -     | -        | 59    | 31    | 89    | 3     | 6     | .976     |
| 2022  | 西武  | -     | -     | -     | -     | -     | -        | 54    | 18    | 57    | 2     | 4     | .974     |
| 2024  | 西武  | 7     | 34    | 3     | 0     | 0     | 1.000    | -     | -     | -     | -     | -     | -        |
| 通算  | 通算  | 179   | 1070  | 62    | 12    | 85    | .990     | 1349  | 765   | 2120  | 135   | 169   | .955     |

- 2024年度シーズン終了時
- 各年度の太字はリーグ最高

### タイトル
- 本塁打王：6回（2008年、2009年、2011年、2012年、2014年、2015年） ※歴代3位
- 打点王：4回（2009年、2011年、2015年、2019年）

### 表彰
- ベストナイン：7回
  - 三塁手部門：6回（2008年、2009年、2011年、2012年、2015年、2019年）
  - 指名打者部門：1回（2014年）
- JA全農Go・Go賞：1回（好捕賞：2005年7月）
- オールスターゲームMVP：1回（2011年第2戦）
- ホームランダービー優勝：3回（2009年第2戦、2011年第1戦[注 7]、同年第2戦）
- セ・パ交流戦 日本生命賞：1回（2005年）
- 月間MVP：3回（打者部門：2015年7月[35]、2018年8月[47][46]、2023年3・4月[82][81]）
- 月間サヨナラ賞：2回（2015年7月、2019年7月）
- パ・リーグ連盟特別表彰：1回（特別賞：2015年） ※通算16満塁本塁打の日本新記録を讃えて[123]
- ベスト・ファーザー イエローリボン賞 in 「プロ野球部門」（2010年）

### 記録
初記録
- 初出場・初先発出場：2003年9月28日、対日本ハムファイターズ28回戦（東京ドーム）、4番・一塁手で出場
- 初打席・初安打・初打点：同上、1回表にカルロス・ミラバルから中越適時二塁打
- 初三振：同上、3回表にカルロス・ミラバルから三振
- 初四球：同上、9回表に芝草宇宙から押し出し四球
- 初盗塁：2003年10月1日、対オリックス・ブルーウェーブ28回戦（Yahoo!BBスタジアム）、8回表に二盗（投手：窪田淳、捕手：日高剛）
- 初得点：2004年3月29日、対福岡ダイエーホークス1回戦（福岡ドーム）、7回表に杉内俊哉から代打で四球で出塁し、小関竜也の二塁打で生還
- 初本塁打：2004年7月24日、対大阪近鉄バファローズ18回戦（西武ドーム）、7回裏に山村宏樹から左越2ラン

節目の記録
- 100本塁打：2009年5月13日、対オリックス・バファローズ8回戦（スカイマークスタジアム）、3回表に山本省吾から右越2ラン ※史上254人目
- 150本塁打：2010年9月4日、対東北楽天ゴールデンイーグルス20回戦（クリネックススタジアム宮城）、4回表に川井貴志から中越ソロ ※史上154人目
- 200本塁打：2011年9月19日、対北海道日本ハムファイターズ18回戦（西武ドーム）、5回裏にブライアン・ウルフから左越ソロ ※史上96人目
- 交流戦50本塁打：2012年6月10日、対東京ヤクルトスワローズ3回戦（明治神宮野球場）、10回表にトニー・バーネットから左越2ラン ※史上初
- 250本塁打：2014年6月13日、対広島東洋カープ4回戦（西武ドーム）、6回裏に中﨑翔太から左越3ラン ※史上59人目
- 1000試合出場：2014年6月27日、対福岡ソフトバンクホークス10回戦（西武ドーム）、8回裏に大﨑雄太朗の代打で出場、攝津正から四球 ※史上463人目
- 1000三振：2014年7月21日、対東北楽天ゴールデンイーグルス11回戦（西武ドーム）、5回裏に宮川将から空振り三振 ※史上56人目、1014試合での到達はラルフ・ブライアントに次ぐ史上2位のスピード記録、日本人では最速[32]
- 300本塁打：2015年7月24日、対北海道日本ハムファイターズ14回戦（西武プリンスドーム）、4回裏に大谷翔平から左越ソロ ※史上41人目
- 1000安打：同上 ※史上281人目（300本塁打と同時達成）
- 350本塁打：2017年7月19日、対福岡ソフトバンクホークス15回戦（北九州市民球場）、5回表にリバン・モイネロから中越2ラン ※史上30人目
- 1500三振：2018年4月13日、対東北楽天ゴールデンイーグルス1回戦（楽天生命パーク宮城）、2回表に則本昂大から空振り三振 ※史上13人目、1444試合での到達は史上最速
- 1000打点：2018年8月7日、対オリックス・バファローズ15回戦（京セラドーム大阪）、2回表にアンドリュー・アルバースから左越2ラン ※史上45人目[43]
- 1500試合出場：2018年8月25日、対福岡ソフトバンクホークス17回戦（福岡 ヤフオク!ドーム ）、6番・指名打者で先発出場 ※史上193人目[45]
- 400本塁打：2019年7月19日、対オリックス・バファローズ13回戦（メットライフドーム）、11回裏に増井浩俊から左越サヨナラソロ ※史上20人目[56]
- 3000塁打：2019年9月4日、対オリックス・バファローズ23回戦（ほっともっとフィールド神戸）、8回表に小林慶祐から中越満塁 ※史上59人目[124]
- 300二塁打：2020年7月16日、対東北楽天ゴールデンイーグルス2回戦（楽天生命パーク宮城）、4回表に安樂智大から中越二塁打 ※史上73人目[125]
- 1500安打：2020年8月26日、対北海道日本ハムファイターズ11回戦（メットライフドーム）、5回裏に杉浦稔大から三塁内野安打 ※史上128人目[126]
- 同一球場200本塁打：2020年9月24日、対北海道日本ハムファイターズ18回戦（メットライフドーム）、4回裏に上原健太から左越ソロ ※史上8人目、西武ドーム史上初[60]
- 450本塁打：2022年8月12日、対東北楽天ゴールデンイーグルス18回戦（楽天生命パーク宮城）、2回表に岸孝之から左越ソロ ※史上14人目[127]
- 1000得点：同上 ※史上45人目（450本塁打と同時達成）[127]
- 2000三振：2023年4月29日、対東北楽天ゴールデンイーグルス5回戦（ベルーナドーム）、4回裏に藤平尚真から空振り三振 ※史上初[128]
- 2000試合出場：2023年7月6日、対千葉ロッテマリーンズ12回戦（東京ドーム）、4番・指名打者で先発出場 ※史上56人目[129]
- 3500塁打：2023年8月4日、対オリックス・バファローズ（ベルーナドーム）、8回裏に宇田川優希から左越ソロ ※史上31人目[130]
- 350二塁打：2024年5月6日、対千葉ロッテマリーンズ5回戦（ZOZOマリンスタジアム）、4回表に種市篤暉から右二塁打 ※史上47人目[131]

その他の記録
- シーズン86長打：2009年 ※歴代2位
- 個人で他球団のチーム全体の年間本塁打を上回る：2011年（中村：48本、千葉ロッテマリーンズ：46本） ※史上9人目、2リーグ制以降では史上3人目
- 3本塁打連続で満塁本塁打：2010年5月25日・13号、6月4日・14号、9月3日・15号
- 6試合連続本塁打：2018年8月4日 - 10日 ※史上15人目
- 本塁打王としての2位との本数差23本：2011年 ※NPB歴代2位、パリーグ記録
- 通算22満塁本塁打 ※NPB記録[132]
- 8球団から満塁本塁打 ※江藤慎一、小久保裕紀と並び日本プロ野球記録最多タイ記録[133]
- シーズン4満塁本塁打を2度 ※NPB記録
- シーズン3満塁本塁打を3度 ※NPB記録
- 奪本塁打投手数：259（2022年シーズン終了時点）※NPB記録
- 通算2066三振（2023年シーズン終了時点）※NPB記録
- 交流戦通算79本塁打 ※史上最多（2022年シーズン終了時点）
- 交流戦通算211打点 ※史上最多（2022年シーズン終了時点）
- オールスターゲーム出場：8回（2008年、2009年、2011年、2012年、2014年、2015年、2021年、2023年）※2010年、2024年も選出されたが出場辞退

### 背番号
- 60（2002年 - ）

### 登場曲
- 「サンキュー!!」HOME MADE 家族（2006年）
- 「LIFE」キマグレン（2008年）
- 「YOU 〜あなたがそばにいる幸せ〜」HOME MADE 家族（2009年）
- 「ムカイカゼ」HOME MADE 家族（2010年 - ）

### 代表歴
- 2015 WBSCプレミア12 日本代表

## 関連情報

### 出演番組
- クレヨンしんちゃん（2011年10月21日、テレビ朝日） - 本人 役
- はねるのトびら (2011年12月14日、フジテレビ)